# Ždánice (Vysočina)
Ždánice é uma comuna checa localizada na região de Vysočina, distrito de Žďár nad Sázavou.